# 佛子庙
佛子庙，位于中国广东省清远市连山县吉田镇佛子村，为清远市连山县的一个县级文物保护单位，类型为古建筑，公布时间为1990年。
佛子庙的历史年代为清代。